# Armia Mudżahedinów

Armia Mudżahedinów – koalicja islamskich ugrupowań sformowana 3 stycznia 2014 do ofensywy przeciwko Islamskiemu Państwu w Iraku i Lewancie (ISIS) podczas wojny domowej w Syrii. Armia Mudżahedinów oskarżyła dżihadystów z ISIS o naruszenie zasad boskich oraz zakłócenie stabilizacji i bezpieczeństwa w regionach kontrolowanych przez nich, wypowiadając im wojnę. Koalicja operowała na froncie północnym w muhafazach Idlib oraz Aleppo. Koalicja nie powstała jednak z dnia na dzień, jednak została powołana po dłuższych konsultacjach i miała być odpowiedzią na powołanie w listopadzie 2013 Frontu Islamskiego.
Armię Mudżahedinów tworzą takie sunnickie ugrupowania jak: Islamska Brygada Nur ad-Din az-Zanki, Islamski Ruch an-Nur, Batalion Miasta Aleppo, Liwa Ahlab asz-Szahba oraz niektóre jednostki Liwa al-Islam. W skład koalicji weszła też 19. Dywizja Wolnej Armii Syrii (ugrupowania Liwa al-Ansar, Liwa Amjad al-Islam, Liwa Ansar al-Chilafa, Brygady al-Kuds, Wolna Brygada z Chan al-Asal, Brygada asz-Szujuch i Liwa al-Mudżahirin).
Koalicja nie posiadała jednoosobowego dowództwa. Liderami byli Szajch Taufik Szihab ad-Din, dowódca Islamskiej Brygady Nur ad-Din az-Zanki, Abu Bakr z Liwa al-Ansar oraz Muhmammad Szakirdi. Stali oni na czele łącznie ok. 5000 bojowników. W lutym 2014 w ramach walk prowadzonych przeciwko Islamskiemu Państwu w Iraku i Lewancie i syryjskiej armii rządowej z Frontem Islamskim i Dżabhat an-Nusra zawiązano luźną koalicję zbrojną Ahl asz-Szam. 4 maja 2014 z Armii Mudżahedinów wydalono Brygadę Nur ad-Din az-Zanki, z kolei 3 czerwca 2014 roku 19. Dywizję WAS. W kolejnych miesiącach z powodu spadku finansowania od zagranicznych donatorów, ugrupowanie zostało zmarginalizowane na scenie syryjskich ugrupowań rebelianckich. 3 sierpnia 2014 Armia Mudżahedinów dołączyła do Syryjskiej Rady Dowództwa Rewolucyjnego, tworzonej m.in. przez rozłamowców z Wolnej Armii Syrii i Frontu Islamskiego.